# Élections cantonales de 2008 dans la Sarthe
Les élections cantonales ont eu lieu les 9 et 16 mars 2008.

## Contexte départemental

### Assemblée départementale sortante
Avant les élections, le conseil général de la Sarthe est présidé par Roland du Luart (UMP). Il comprend 40 conseillers généraux issus des 40 cantons de la Sarthe. 21 d'entre eux sont renouvelables lors de ces élections.
| Parti                             | Sigle | Élus |
| --------------------------------- | ----- | ---- |
| Majorité (24 sièges)              |       |      |
| Union pour un mouvement populaire | UMP   | 16   |
| Divers droite                     | DVD   | 7    |
| Mouvement pour la France          | MPF   | 1    |
| Opposition (16 sièges)            |       |      |
| Parti socialiste                  | PS    | 9    |
| Divers gauche                     | DVG   | 4    |
| Parti communiste français         | PCF   | 2    |
| Parti radical de gauche           | PRG   | 1    |
| Président du conseil général      |       |      |
| Roland du Luart (UMP)             |       |      |

## Résultats à l'échelle du département
| Étiquette      | Étiquette                         | Premier tour | Premier tour | Second tour | Second tour | Total |
| Étiquette      | Étiquette                         | Voix         | %            | Voix        | %           | Total |
| -------------- | --------------------------------- | ------------ | ------------ | ----------- | ----------- | ----- |
|                | Parti socialiste                  | 34 251       | 28,49        | 29 381      | 51,21       | 8     |
|                | Parti communiste français         | 8 586        | 7,14         |             |             |       |
|                | Les Verts                         | 7 087        | 5,89         |             |             |       |
|                | Divers gauche                     | 4 978        | 4,14         | 1 199       | 2,09        | 0     |
|                | Parti radical de gauche           | 2 171        | 1,81         | 1 860       | 3,24        | 1     |
| Gauche         | Gauche                            | 57 073       | 47,47        | 32 440      | 56,54       | 9     |
|                |                                   |              |              |             |             |       |
|                | Union pour un mouvement populaire | 28 836       | 23,99        | 9 032       | 15,74       | 7     |
|                | Divers droite                     | 26 154       | 21,75        | 15 903      | 27,72       | 5     |
|                | Front national                    | 3 964        | 3,3          |             |             |       |
|                | Mouvement démocrate               | 985          | 0,82         |             |             |       |
|                | Extrême droite                    | 523          | 0,44         |             |             |       |
| Droite         | Droite                            | 60 462       | 50,3         | 24 935      | 43,46       | 12    |
|                |                                   |              |              |             |             |       |
|                | Divers                            | 2 690        | 2,24         |             |             |       |
|                |                                   |              |              |             |             |       |
| Inscrits       | Inscrits                          | 192 645      | 100,00       | 116 908     | 100,00      |       |
| Abstentions    | Abstentions                       | 65 913       | 34,21        | 57 037      | 48,79       |       |
| Votants        | Votants                           | 126 732      | 65,79        | 59 871      | 51,21       |       |
| Blancs et nuls | Blancs et nuls                    | 6 507        | 5,13         | 2 496       | 4,17        |       |
| Exprimés       | Exprimés                          | 120 225      | 94,87        | 57 375      | 95,83       |       |

### Résultats en nombre de sièges
| Parti | Sièges mis en jeu | Élus | Évolution |
| ----- | ----------------- | ---- | --------- |
| UMP   | 8                 | 8    | =         |
| PS    | 5                 | 8    | + 3       |
| DVD   | 4                 | 4    | =         |
| DVG   | 3                 | 1    | - 2       |
| MPF   | 1                 | 0    | - 1       |

### Assemblée départementale à l'issue des élections
| Parti                             | Sigle | Élus |
| --------------------------------- | ----- | ---- |
| Majorité (23 sièges)              |       |      |
| Union pour un mouvement populaire | UMP   | 16   |
| Divers droite                     | DVD   | 7    |
| Opposition (17 sièges)            |       |      |
| Parti socialiste                  | PS    | 12   |
| Parti communiste français         | PCF   | 2    |
| Divers gauche                     | DVG   | 2    |
| Parti radical de gauche           | PRG   | 1    |
| Président du conseil général      |       |      |
| Roland du Luart (UMP)             |       |      |

### Élus par canton
| Canton                   | Conseiller sortant               | Parti | Parti | Conseiller élu            | Parti | Parti |
| ------------------------ | -------------------------------- | ----- | ----- | ------------------------- | ----- | ----- |
| Ballon                   | Michel Terral                    |       | MPF   | Yannick Rebré             |       | PS    |
| Bonnétable               | Yvon Marzin*                     |       | DVG   | Jean Pierre Vogel         |       | UMP   |
| Bouloire                 | Claude Drouin*                   |       | DVG   | Michel Paumier            |       | DVD   |
| Brûlon                   | Fabien Lorne                     |       | DVD   | Fabien Lorne              |       | DVD   |
| Château-du-Loir          | Béatrice Pavy                    |       | UMP   | Béatrice Pavy             |       | UMP   |
| Écommoy                  | François Jacob*                  |       | UMP   | Bruno Lecomte             |       | PS    |
| Fresnay-sur-Sarthe       | Fabienne Labrette-Ménager        |       | UMP   | Fabienne Labrette-Ménager |       | UMP   |
| La Ferté-Bernard         | Charles Somaré                   |       | DVD   | Charles Somaré            |       | DVD   |
| La Flèche                | Agnès Lorilleux*                 |       | PS    | Guy-Michel Chauveau       |       | PS    |
| La Fresnaye-sur-Chédouet | André Trottet                    |       | UMP   | André Trottet             |       | UMP   |
| La Suze-sur-Sarthe       | Gérard Saudubrey                 |       | PS    | Gérard Saudubrey          |       | PS    |
| Le Mans-Nord-Ville       | Jean-Marie Geveaux               |       | UMP   | Jean-Marie Geveaux        |       | UMP   |
| Le Mans-Ouest            | Nelly Heuzé                      |       | PS    | Nelly Heuzé               |       | PS    |
| Le Mans-Sud-Ouest        | André Langevin                   |       | PS    | André Langevin            |       | PS    |
| Le Mans-Ville-Est        | Jacqueline Pedoya                |       | PS    | Jacqueline Pedoya         |       | PS    |
| Loué                     | Michel Drouin                    |       | UMP   | Michel Drouin             |       | UMP   |
| Mayet                    | Michel Royer                     |       | DVD   | Michel Royer              |       | DVD   |
| Montmirail               | Guy Lardeyret*                   |       | UMP   | Dominique Le Mèner        |       | UMP   |
| Pontvallain              | Gérard Véron                     |       | UMP   | Gérard Véron              |       | UMP   |
| Sillé-le-Guillaume       | Michel Quillet                   |       | PRG   | Michel Quillet            |       | PRG   |
| Vibraye                  | Ctesse Marie-Solange d'Harcourt* |       | DVD   | Jacky Breton              |       | PS    |

## Résultats par canton

### Canton de Ballon
| Candidats      | Candidats      | Étiquette      | Premier tour | Premier tour | Second tour | Second tour |
| Candidats      | Candidats      | Étiquette      | Voix         | %            | Voix        | %           |
| -------------- | -------------- | -------------- | ------------ | ------------ | ----------- | ----------- |
|                | Michel Terral* | MPF            | 3 005        | 43,13        | 2 408       | 42,50       |
|                | Yannick Rebré  | PS             | 2 624        | 37,66        | 3 258       | 57,50       |
|                | Cyrille Froger | Verts          | 918          | 13,17        |             |             |
|                | Isaac Rondeau  | FN             | 421          | 6,04         |             |             |
|                |                |                |              |              |             |             |
| Inscrits       | Inscrits       | Inscrits       | 10 329       | 100,00       | 10 328      | 100,00      |
| Abstentions    | Abstentions    | Abstentions    | 3 001        | 29,05        | 4 447       | 43,06       |
| Votants        | Votants        | Votants        | 7 328        | 70,95        | 5 881       | 56,94       |
| Blancs et nuls | Blancs et nuls | Blancs et nuls | 360          | 4,91         | 215         | 3,66        |
| Exprimés       | Exprimés       | Exprimés       | 6 968        | 95,09        | 5 666       | 96,34       |

*sortant

### Canton de Bonnétable
| Candidats      | Candidats         | Étiquette      | Premier tour | Premier tour | Second tour | Second tour |
| Candidats      | Candidats         | Étiquette      | Voix         | %            | Voix        | %           |
| -------------- | ----------------- | -------------- | ------------ | ------------ | ----------- | ----------- |
|                | Jean-Pierre Vogel | UMP            | 1 692        | 49,93        | 2 066       | 63,28       |
|                | Christian Fleury* | DVG            | 884          | 26,08        | 1 199       | 36,72       |
|                | Maurice Uguen     | DVG            | 813          | 23,99        | Retrait     | Retrait     |
|                |                   |                |              |              |             |             |
| Inscrits       | Inscrits          | Inscrits       | 4 916        | 100,00       | 4 915       | 100,00      |
| Abstentions    | Abstentions       | Abstentions    | 1 391        | 28,30        | 1 506       | 30,64       |
| Votants        | Votants           | Votants        | 3 525        | 71,70        | 3 409       | 69,36       |
| Blancs et nuls | Blancs et nuls    | Blancs et nuls | 144          | 3,86         | 220         | 4,22        |
| Exprimés       | Exprimés          | Exprimés       | 3 389        | 96,14        | 3 265       | 95,78       |

*sortant

### Canton de Bouloire
| Candidats      | Candidats       | Étiquette      | Premier tour | Premier tour | Second tour | Second tour |
| Candidats      | Candidats       | Étiquette      | Voix         | %            | Voix        | %           |
| -------------- | --------------- | -------------- | ------------ | ------------ | ----------- | ----------- |
|                | Michel Paumier  | DVD            | 1 834        | 49,96        | 1 892       | 55,89       |
|                | Sylvère Girault | PS             | 1 599        | 43,56        | 1 493       | 44,11       |
|                | André Dovillez  | FN             | 238          | 6,48         |             |             |
|                |                 |                |              |              |             |             |
| Inscrits       | Inscrits        | Inscrits       | 5 354        | 100,00       | 5 354       | 100,00      |
| Abstentions    | Abstentions     | Abstentions    | 1 821        | 34,01        | 1 483       | 27,70       |
| Votants        | Votants         | Votants        | 3 533        | 65,99        | 3 871       | 72,30       |
| Blancs et nuls | Blancs et nuls  | Blancs et nuls | 200          | 5,17         | 148         | 4,19        |
| Exprimés       | Exprimés        | Exprimés       | 3 671        | 94,83        | 3 385       | 95,81       |

### Canton de Brûlon
| Candidats      | Candidats        | Étiquette      | Premier tour | Premier tour |
| Candidats      | Candidats        | Étiquette      | Voix         | %            |
| -------------- | ---------------- | -------------- | ------------ | ------------ |
|                | Fabien Lorne*    | UMP            | 2 368        | 72,84        |
|                | Patrick Herbelin | PS             | 704          | 21,65        |
|                | Claude Vignot    | FN             | 179          | 5,51         |
|                |                  |                |              |              |
| Inscrits       | Inscrits         | Inscrits       | 4 676        | 100,00       |
| Abstentions    | Abstentions      | Abstentions    | 1 240        | 26,52        |
| Votants        | Votants          | Votants        | 3 436        | 73,48        |
| Blancs et nuls | Blancs et nuls   | Blancs et nuls | 185          | 5,38         |
| Exprimés       | Exprimés         | Exprimés       | 3 251        | 94,62        |

*sortant

### Canton de Château-du-Loir
| Candidats      | Candidats            | Étiquette      | Premier tour | Premier tour |
| Candidats      | Candidats            | Étiquette      | Voix         | %            |
| -------------- | -------------------- | -------------- | ------------ | ------------ |
|                | Béatrice Pavy*       | UMP            | 3 020        | 50,96        |
|                | Philippe Baumard     | PS             | 1 043        | 17,60        |
|                | Pierre Besnard       | SE             | 835          | 14,09        |
|                | Jean-Michel Genevaux | Verts          | 515          | 8,69         |
|                | Huguette Hérin       | PCF            | 317          | 5,35         |
|                | Gérard Hermet        | FN             | 196          | 3,31         |
|                |                      |                |              |              |
| Inscrits       | Inscrits             | Inscrits       | 8 747        | 100,00       |
| Abstentions    | Abstentions          | Abstentions    | 2 609        | 29,83        |
| Votants        | Votants              | Votants        | 6 138        | 70,17        |
| Blancs et nuls | Blancs et nuls       | Blancs et nuls | 212          | 3,45         |
| Exprimés       | Exprimés             | Exprimés       | 5 926        | 96,55        |

*sortant

### Canton d'Écommoy
| Candidats      | Candidats        | Étiquette      | Premier tour | Premier tour | Second tour | Second tour |
| Candidats      | Candidats        | Étiquette      | Voix         | %            | Voix        | %           |
| -------------- | ---------------- | -------------- | ------------ | ------------ | ----------- | ----------- |
|                | Bruno Lecomte    | PS             | 3 954        | 31,78        | 5 590       | 58,11       |
|                | Joël Esnault     | UMP            | 2 840        | 22,82        | Retrait     | Retrait     |
|                | Emmanuel Jacob   | DVD            | 2 776        | 22,31        | 4 029       | 41,89       |
|                | Florence Pain    | Verts          | 1 196        | 9,61         |             |             |
|                | Jean-Yves Dugast | PCF            | 1 003        | 8,06         |             |             |
|                | Joël Métivier    | FN             | 674          | 5,42         |             |             |
|                |                  |                |              |              |             |             |
| Inscrits       | Inscrits         | Inscrits       | 19 859       | 100,00       | 19 858      | 100,00      |
| Abstentions    | Abstentions      | Abstentions    | 6 804        | 34,26        | 9 740       | 49,05       |
| Votants        | Votants          | Votants        | 13 055       | 65,74        | 10 118      | 50,95       |
| Blancs et nuls | Blancs et nuls   | Blancs et nuls | 612          | 4,69         | 220         | 5,61        |
| Exprimés       | Exprimés         | Exprimés       | 12 443       | 95,31        | 3 704       | 94,39       |

### Canton de La Ferté-Bernard
| Candidats      | Candidats          | Étiquette      | Premier tour | Premier tour |
| Candidats      | Candidats          | Étiquette      | Voix         | %            |
| -------------- | ------------------ | -------------- | ------------ | ------------ |
|                | Charles Somaré*    | DVD            | 5 992        | 75,66        |
|                | Jean-Pierre Martel | PCF            | 1 928        | 24,34        |
|                |                    |                |              |              |
| Inscrits       | Inscrits           | Inscrits       | 12 303       | 100,00       |
| Abstentions    | Abstentions        | Abstentions    | 3 990        | 32,43        |
| Votants        | Votants            | Votants        | 8 313        | 67,57        |
| Blancs et nuls | Blancs et nuls     | Blancs et nuls | 393          | 4,73         |
| Exprimés       | Exprimés           | Exprimés       | 7 920        | 95,27        |

*sortant

### Canton de La Fresnaye-sur-Chédouet
| Candidats      | Candidats      | Étiquette      | Premier tour | Premier tour |
| Candidats      | Candidats      | Étiquette      | Voix         | %            |
| -------------- | -------------- | -------------- | ------------ | ------------ |
|                | André Trottet* | UMP            | 1 243        | 57,28        |
|                | Jean Havas     | PRG            | 434          | 20,00        |
|                | Régis Moncoq   | DVG            | 307          | 14,15        |
|                | Gilles Laurent | FN             | 186          | 8,57         |
|                |                |                |              |              |
| Inscrits       | Inscrits       | Inscrits       | 3 002        | 100,00       |
| Abstentions    | Abstentions    | Abstentions    | 717          | 23,88        |
| Votants        | Votants        | Votants        | 2 285        | 76,12        |
| Blancs et nuls | Blancs et nuls | Blancs et nuls | 115          | 5,03         |
| Exprimés       | Exprimés       | Exprimés       | 2 170        | 94,97        |

*sortant

### Canton de Fresnay-sur-Sarthe
| Candidats      | Candidats                  | Étiquette      | Premier tour | Premier tour |
| Candidats      | Candidats                  | Étiquette      | Voix         | %            |
| -------------- | -------------------------- | -------------- | ------------ | ------------ |
|                | Fabienne Labrette-Ménager* | UMP            | 2 675        | 62,71        |
|                | Richard Guillot            | PS             | 1 083        | 25,39        |
|                | René Bérot                 | FN             | 294          | 6,89         |
|                | Françoise Ferron           | PCF            | 214          | 5,02         |
|                |                            |                |              |              |
| Inscrits       | Inscrits                   | Inscrits       | 6 271        | 100,00       |
| Abstentions    | Abstentions                | Abstentions    | 1 799        | 28,69        |
| Votants        | Votants                    | Votants        | 4 472        | 71,31        |
| Blancs et nuls | Blancs et nuls             | Blancs et nuls | 206          | 4,61         |
| Exprimés       | Exprimés                   | Exprimés       | 4 266        | 95,39        |

*sortant

### Canton de La Flèche
| Candidats      | Candidats           | Étiquette      | Premier tour | Premier tour |
| Candidats      | Candidats           | Étiquette      | Voix         | %            |
| -------------- | ------------------- | -------------- | ------------ | ------------ |
|                | Guy-Michel Chauveau | PS             | 5 647        | 57,97        |
|                | Rémy Bouttier       | UMP            | 3 124        | 32,07        |
|                | Laurence Lecourt    | Verts          | 717          | 7,36         |
|                | Christian Martin    | PCF            | 253          | 2,60         |
|                |                     |                |              |              |
| Inscrits       | Inscrits            | Inscrits       | 15 324       | 100,00       |
| Abstentions    | Abstentions         | Abstentions    | 5 213        | 34,02        |
| Votants        | Votants             | Votants        | 10 111       | 65,98        |
| Blancs et nuls | Blancs et nuls      | Blancs et nuls | 370          | 3,66         |
| Exprimés       | Exprimés            | Exprimés       | 9 741        | 96,34        |

### Canton de Loué
| Candidats      | Candidats      | Étiquette      | Premier tour | Premier tour |
| Candidats      | Candidats      | Étiquette      | Voix         | %            |
| -------------- | -------------- | -------------- | ------------ | ------------ |
|                | Michel Drouin* | UMP            | 2 606        | 59,21        |
|                | Armand Le Foll | PS             | 1 177        | 26,74        |
|                | André Véron    | MoDem          | 388          | 8,82         |
|                | Guy Le Pennec  | FN             | 230          | 5,23         |
|                |                |                |              |              |
| Inscrits       | Inscrits       | Inscrits       | 6 293        | 100,00       |
| Abstentions    | Abstentions    | Abstentions    | 1 667        | 26,49        |
| Votants        | Votants        | Votants        | 4 626        | 73,51        |
| Blancs et nuls | Blancs et nuls | Blancs et nuls | 225          | 4,86         |
| Exprimés       | Exprimés       | Exprimés       | 4 401        | 95,14        |

*sortant

### Canton du Mans-Nord-Ville
| Candidats      | Candidats           | Étiquette      | Premier tour | Premier tour | Second tour | Second tour |
| Candidats      | Candidats           | Étiquette      | Voix         | %            | Voix        | %           |
| -------------- | ------------------- | -------------- | ------------ | ------------ | ----------- | ----------- |
|                | Jean-Marie Geveaux* | UMP            | 3 440        | 43,07        | 3 391       | 50,76       |
|                | Claude Jean         | PS             | 2 481        | 31,06        | 3 290       | 49,24       |
|                | Yves Ollivier       | Verts          | 630          | 7,89         |             |             |
|                | Fabrice Courtin     | MoDem          | 597          | 7,47         |             |             |
|                | Martin Combe        | PCF            | 490          | 6,13         |             |             |
|                | Claude Anseaume     | DVD            | 349          | 4,37         |             |             |
|                |                     |                |              |              |             |             |
| Inscrits       | Inscrits            | Inscrits       | 14 474       | 100,00       | 14 474      | 100,00      |
| Abstentions    | Abstentions         | Abstentions    | 6 056        | 41,84        | 7 645       | 52,82       |
| Votants        | Votants             | Votants        | 8 418        | 58,16        | 6 829       | 47,18       |
| Blancs et nuls | Blancs et nuls      | Blancs et nuls | 431          | 5,12         | 148         | 2,17        |
| Exprimés       | Exprimés            | Exprimés       | 7 987        | 94,88        | 6 681       | 97,83       |

*sortant

### Canton du Mans-Ouest
| Candidats      | Candidats          | Étiquette      | Premier tour | Premier tour | Second tour | Second tour |
| Candidats      | Candidats          | Étiquette      | Voix         | %            | Voix        | %           |
| -------------- | ------------------ | -------------- | ------------ | ------------ | ----------- | ----------- |
|                | Nelly Heuzé*       | PS             | 2 734        | 44,43        | 3 260       | 70,96       |
|                | Catherine Pasquier | UMP            | 1 467        | 23,84        | 1 334       | 29,04       |
|                | François Edom      | DVG            | 1 044        | 16,97        |             |             |
|                | Olivier Chable     | Verts          | 617          | 10,03        |             |             |
|                | Yves Calippe       | PCF            | 291          | 4,73         |             |             |
|                |                    |                |              |              |             |             |
| Inscrits       | Inscrits           | Inscrits       | 11 843       | 100,00       | 11 843      | 100,00      |
| Abstentions    | Abstentions        | Abstentions    | 5 094        | 43,01        | 7 022       | 59,29       |
| Votants        | Votants            | Votants        | 6 749        | 56,99        | 4 821       | 40,71       |
| Blancs et nuls | Blancs et nuls     | Blancs et nuls | 596          | 8,83         | 227         | 4,71        |
| Exprimés       | Exprimés           | Exprimés       | 6 153        | 91,17        | 4 594       | 95,29       |

*sortant

### Canton du Mans-Sud-Ouest
| Candidats      | Candidats       | Étiquette      | Premier tour | Premier tour | Second tour | Second tour |
| Candidats      | Candidats       | Étiquette      | Voix         | %            | Voix        | %           |
| -------------- | --------------- | -------------- | ------------ | ------------ | ----------- | ----------- |
|                | André Langevin* | PS             | 2 657        | 42,07        | 3 399       | 71,53       |
|                | Alain Ormain    | DVD            | 1 072        | 16,97        | 1 353       | 28,47       |
|                | Claude Picault  | DVG            | 895          | 14,17        |             |             |
|                | Pascale Soulard | PCF            | 794          | 12,57        |             |             |
|                | Samuel Gonthier | Verts          | 569          | 9,01         |             |             |
|                | Fabrice Hervé   | FN             | 329          | 5,21         |             |             |
|                |                 |                |              |              |             |             |
| Inscrits       | Inscrits        | Inscrits       | 11 659       | 100,00       | 11 657      | 100,00      |
| Abstentions    | Abstentions     | Abstentions    | 4 860        | 41,68        | 6 628       | 56,86       |
| Votants        | Votants         | Votants        | 6 799        | 58,32        | 5 029       | 43,14       |
| Blancs et nuls | Blancs et nuls  | Blancs et nuls | 483          | 7,10         | 277         | 5,51        |
| Exprimés       | Exprimés        | Exprimés       | 6 316        | 92,90        | 4 752       | 94,49       |

*sortant

### Canton du Mans-Ville-Est
| Candidats      | Candidats          | Étiquette      | Premier tour | Premier tour | Second tour | Second tour |
| Candidats      | Candidats          | Étiquette      | Voix         | %            | Voix        | %           |
| -------------- | ------------------ | -------------- | ------------ | ------------ | ----------- | ----------- |
|                | Jacqueline Pédoya* | PS             | 2 869        | 55,34        | 2 920       | 76,16       |
|                | Aouatef Barber     | DVD            | 919          | 17,73        | 914         | 23,84       |
|                | Catherine Gouhier  | Verts          | 394          | 7,60         |             |             |
|                | Cory Le Guen       | DVG            | 378          | 7,29         |             |             |
|                | Annick Vignez      | PCF            | 361          | 6,96         |             |             |
|                | Jean-Denis David   | FN             | 263          | 5,07         |             |             |
|                |                    |                |              |              |             |             |
| Inscrits       | Inscrits           | Inscrits       | 11 894       | 100,00       | 11 894      | 100,00      |
| Abstentions    | Abstentions        | Abstentions    | 6 080        | 51,12        | 7 839       | 65,91       |
| Votants        | Votants            | Votants        | 5 814        | 48,88        | 4 055       | 34,09       |
| Blancs et nuls | Blancs et nuls     | Blancs et nuls | 630          | 10,84        | 221         | 5,45        |
| Exprimés       | Exprimés           | Exprimés       | 5 184        | 89,16        | 3 834       | 94,55       |

*sortant

### Canton de Mayet
| Candidats      | Candidats        | Étiquette      | Premier tour | Premier tour |
| Candidats      | Candidats        | Étiquette      | Voix         | %            |
| -------------- | ---------------- | -------------- | ------------ | ------------ |
|                | Michel Royer*    | DVD            | 3 301        | 68,91        |
|                | Françoise Ferron | PCF            | 1 167        | 24,36        |
|                | René Bérot       | FN             | 322          | 6,72         |
|                |                  |                |              |              |
| Inscrits       | Inscrits         | Inscrits       | 7 026        | 100,00       |
| Abstentions    | Abstentions      | Abstentions    | 2 072        | 29,49        |
| Votants        | Votants          | Votants        | 4 954        | 70,71        |
| Blancs et nuls | Blancs et nuls   | Blancs et nuls | 164          | 3,31         |
| Exprimés       | Exprimés         | Exprimés       | 4 790        | 96,69        |

*sortant

### Canton de Montmirail
| Candidats      | Candidats          | Étiquette      | Premier tour | Premier tour |
| Candidats      | Candidats          | Étiquette      | Voix         | %            |
| -------------- | ------------------ | -------------- | ------------ | ------------ |
|                | Dominique Le Mèner | UMP            | 1 557        | 70,33        |
|                | Gérard Clément     | DVG            | 657          | 29,67        |
|                |                    |                |              |              |
| Inscrits       | Inscrits           | Inscrits       | 3 252        | 100,00       |
| Abstentions    | Abstentions        | Abstentions    | 922          | 28,35        |
| Votants        | Votants            | Votants        | 2 330        | 71,65        |
| Blancs et nuls | Blancs et nuls     | Blancs et nuls | 116          | 4,98         |
| Exprimés       | Exprimés           | Exprimés       | 2 214        | 95,02        |

### Canton de Pontvallain
| Candidats      | Candidats          | Étiquette      | Premier tour | Premier tour |
| Candidats      | Candidats          | Étiquette      | Voix         | %            |
| -------------- | ------------------ | -------------- | ------------ | ------------ |
|                | Gérard Véron*      | UMP            | 3 080        | 54,49        |
|                | Bruno Dubois       | Verts          | 1 531        | 27,09        |
|                | Dominique Colombel | PCF            | 637          | 11,27        |
|                | Lucienne Maleyrat  | FN             | 404          | 7,15         |
|                |                    |                |              |              |
| Inscrits       | Inscrits           | Inscrits       | 8 832        | 100,00       |
| Abstentions    | Abstentions        | Abstentions    | 2 934        | 33,22        |
| Votants        | Votants            | Votants        | 5 898        | 66,78        |
| Blancs et nuls | Blancs et nuls     | Blancs et nuls | 246          | 4,17         |
| Exprimés       | Exprimés           | Exprimés       | 5 652        | 95,83        |

*sortant

### Canton de Sillé-le-Guillaume
| Candidats      | Candidats             | Étiquette      | Premier tour | Premier tour | Second tour | Second tour |
| Candidats      | Candidats             | Étiquette      | Voix         | %            | Voix        | %           |
| -------------- | --------------------- | -------------- | ------------ | ------------ | ----------- | ----------- |
|                | Michel Quillet*       | PRG            | 1 737        | 43,65        | 1 860       | 51,18       |
|                | Gérard Galpin         | DVD            | 1 254        | 31,52        | 1 774       | 48,82       |
|                | Guy Barrier           | UMP            | 859          | 21,59        | Retrait     | Retrait     |
|                | Jean-François Le Gras | FN             | 129          | 3,24         |             |             |
|                |                       |                |              |              |             |             |
| Inscrits       | Inscrits              | Inscrits       | 5 752        | 100,00       | 5 749       | 100,00      |
| Abstentions    | Abstentions           | Abstentions    | 1 638        | 28,48        | 2 006       | 34,89       |
| Votants        | Votants               | Votants        | 4 114        | 71,52        | 3 743       | 65,11       |
| Blancs et nuls | Blancs et nuls        | Blancs et nuls | 135          | 3,28         | 109         | 2,91        |
| Exprimés       | Exprimés              | Exprimés       | 3 979        | 96,72        | 3 634       | 97,09       |

*sortant

### Canton de la Suze-sur-Sarthe
| Candidats      | Candidats           | Étiquette      | Premier tour | Premier tour | Second tour | Second tour |
| Candidats      | Candidats           | Étiquette      | Voix         | %            | Voix        | %           |
| -------------- | ------------------- | -------------- | ------------ | ------------ | ----------- | ----------- |
|                | Gérard Saudubray*   | PS             | 4 091        | 39,22        | 4 574       | 51,50       |
|                | Stéphanie Lemonnier | UMP            | 2 839        | 27,21        | 4 307       | 48,50       |
|                | Jean-Michel Hervé   | SE             | 1 855        | 17,78        | Retrait     | Retrait     |
|                | Daniel Pineau       | PCF            | 1 131        | 10,84        |             |             |
|                | François Foucher    | FN             | 516          | 4,95         |             |             |
|                |                     |                |              |              |             |             |
| Inscrits       | Inscrits            | Inscrits       | 16 272       | 100,00       | 16 271      | 100,00      |
| Abstentions    | Abstentions         | Abstentions    | 5 259        | 32,32        | 6 971       | 42,84       |
| Votants        | Votants             | Votants        | 11 013       | 67,68        | 9 300       | 57,16       |
| Blancs et nuls | Blancs et nuls      | Blancs et nuls | 581          | 5,28         | 419         | 4,51        |
| Exprimés       | Exprimés            | Exprimés       | 10 432       | 94,72        | 8 881       | 95,49       |

*sortant

### Canton de Vibraye
| Candidats      | Candidats         | Étiquette      | Premier tour | Premier tour | Second tour | Second tour |
| Candidats      | Candidats         | Étiquette      | Voix         | %            | Voix        | %           |
| -------------- | ----------------- | -------------- | ------------ | ------------ | ----------- | ----------- |
|                | Jacky Breton      | PS             | 1 588        | 47,09        | 1 597       | 52,12       |
|                | Patrice Joubert   | DVD            | 880          | 26,10        | 1 467       | 47,88       |
|                | Christian Pottier | UMP            | 798          | 23,67        | Retrait     | Retrait     |
|                | Olivier Chable    | EXD            | 106          | 3,14         |             |             |
|                |                   |                |              |              |             |             |
| Inscrits       | Inscrits          | Inscrits       | 4 567        | 100,00       | 4 565       | 100,00      |
| Abstentions    | Abstentions       | Abstentions    | 1 084        | 23,74        | 1 412       | 30,93       |
| Votants        | Votants           | Votants        | 3 483        | 76,26        | 3 153       | 69,07       |
| Blancs et nuls | Blancs et nuls    | Blancs et nuls | 111          | 3,19         | 89          | 2,82        |
| Exprimés       | Exprimés          | Exprimés       | 3 372        | 96,81        | 3 064       | 97,18       |